# Unione Nazionale Agraria Bulgara
L'Unione Nazionale Agraria Bulgara (in bulgaro Български земеделски народен съюз?, Balgarski Zemedelski Naroden Sayuz, BZNS) è un partito politico bulgaro fondato nel 1899.

## Storia
Il partito conobbe una forte ascesa nei primi anni del XX secolo, al punto che nel 1919 il suo leader Aleksandăr Stambolijski assunse la carica di primo ministro. In seguito al colpo di Stato del 1923, tuttavia, Stambolijski fu esautorato ed ucciso, mentre il governo passò a Aleksandăr Cankov.
Al termine della seconda guerra mondiale, il BZSN entrò a far parte del "Fronte patriottico" insieme ai comunisti. L'accordo, tuttavia, ebbe breve durata; Nikola Petkov, importante esponente del partito, fu giustiziato con l'accusa di cospirazione.Nel 1947-1989 ci fu il BZNS che insieme ai comunisti governò la Bulgaria fino al 1989,I suoi presidenti sono Georgi Traikov (1947-1975) e Petar Tanchev (1974-1989). Nel 1989 fu restaurato il BZNS anticomunista .

## Scissioni
- Unione Nazionale Agraria Bulgara "Nikola Petkov" (BZNS NP), affermatasi nel 1991 come prosecuzione dell'omonimo partito operativo tra il 1945 e il 1947. Alle parlamentari del 1991 ottenne il 3,44%; alle parlamentari del 1994 dette luogo alla lista "Confederazione BZNS - Blocco Nazionale Costituzione di Tărnovo" (0,22%); alle parlamentari del 1997 prese parte all'"Unione per la Salvezza Nazionale", con Movimento per i Diritti e le Libertà, Partito Verde e altre formazioni minori; alle parlamentari del 2001 si presentò con la stessa BZNS.
- Unione Nazionale Agraria Bulgara "Aleksandăr Stambolijski" (BZNS AS), fondata nel 1993 dalla componente favorevole ad una convergenza coi socialisti. Alle parlamentari del 1994 e a quelle del 1997 concorse insieme al Partito Socialista Bulgaro e al movimento Ekoglasnost come parte integrante della coalizione "Sinistra Democratica"; alle parlamentari del 2001 si presentò con socialisti, Partito Comunista di Bulgaria, Partito dei Socialdemocratici Bulgari e Movimento per l'Umanesimo Sociale all'interno della "Coalizione per la Bulgaria", restando nell'alleanza fino al 2014. Nel 2005 il partito assunse la denominazione di Unione Agraria "Aleksandăr Stambolijski".
- Unione Nazionale Agraria Bulgara - Unione Nazionale, nel 1996, ridenominata nel 2006 Unione Nazionale Agraria (da cui nel 2008 si scinderà ulteriormente la componente che costituirà il movimento Agricoltori Uniti)

## Risultati elettorali
| Elezione          | Voti    | %      | Seggi    |
| ----------------- | ------- | ------ | -------- |
| Parlamentari 1990 | 368.929 | 6,02   | 16 / 400 |
| Parlamentari 1991 | 214.052 | 3,86   | 0 / 240  |
| Parlamentari 1994 | 338.478 | 6,51   | 18 / 240 |
| Parlamentari 1997 | In ODS  | In ODS | 0 / 240  |
| Parlamentari 2001 | 15.504  | 0,34   | 0 / 240  |
| Parlamentari 2005 | In ODS  | In ODS | 0 / 240  |
| Parlamentari 2009 | N.D.    | N.D.   | N.D.     |
| Parlamentari 2013 | 7.715   | 0,22   | 0 / 240  |
| Parlamentari 2014 | In RB   | In RB  | 0 / 240  |
| Europee 2014      | In RB   | In RB  | 0 / 14   |
| Parlamentari 2017 | In RB   | In RB  | 0 / 240  |
| 1. 2. 3.          |         |        |          |